# Cantone di Loriol-sur-Drôme
Il Cantone di Loriol-sur-Drôme è un cantone della Francia dell'arrondissement di Die e dell'arrondissement di Valence.
A seguito della riforma approvata con decreto del 20 febbraio 2014, che ha avuto attuazione dopo le elezioni dipartimentali del 2015, è passato da 6 a 8 comuni.

## Composizione
I 6 comuni facenti parte prima della riforma del 2014 erano:
- Ambonil
- Cliousclat
- Livron-sur-Drôme
- Loriol-sur-Drôme
- Mirmande
- Saulce-sur-Rhône

Dal 2015 i comuni appartenenti al cantone sono i seguenti 8:
- Allex
- Ambonil
- Cliousclat
- Étoile-sur-Rhône
- Livron-sur-Drôme
- Loriol-sur-Drôme
- Mirmande
- Montoison